# Jeroen Blijlevens
Jeroen Johannes Hendrikus Blijlevens (Gilze en Rijen, 29 dicembre 1971) è un dirigente sportivo ed ex ciclista su strada olandese.
Professionista dal 1994 al 2004, velocista, in carriera ha vinto quattro tappe al Tour de France, cinque alla Vuelta a España e due al Giro d'Italia. Dopo il ritiro ha ricoperto, dal 2010 al 2012 e di nuovo dal 2017 al 2020, l'incarico di direttore sportivo per la formazione femminile CCC-Liv (già Nederland Bloeit, Rabo, WM3 e Waowdeals). Dal 2023 è direttore sportivo del team Lidl-Trek.

## Palmarès
- 1992

2ª tappa Teleflex Tour
- 1993

1ª tappa Teleflex Tour
10ª tappa Olympia's Tour
1ª tappa Tour du Poitou-Charentes
9ª tappa Tour de l'Avenir
Grand Prix de Lillers
- 1994

7ª tappa Quattro Giorni di Dunkerque
5ª tappa Hofbrau Cup
4ª tappa Tour de l'Avenir
- 1995

2ª prova Challenge de Mallorca (Trofeo Alcúdia)
1ª tappa Vuelta a Andalucía
1ª tappa Vuelta a Murcia
4ª tappa Vuelta a Murcia
Ronde van Midden-Zeeland
6ª tappa Postgirot Open
5ª tappa Tour de France
1ª tappa Ronde van Nederland
2ª tappa Ronde van Nederland
10ª tappa Vuelta a España
- 1996

1ª prova Challenge de Mallorca (Trofeo Mallorca)
5ª tappa Quattro Giorni di Dunkerque
7ª tappa Quattro Giorni di Dunkerque
1ª tappa Bayern Rundfahrt
2ª tappa Bayern Rundfahrt
3ª tappa, 2ª semitappa Bayern Rundfahrt
5ª tappa Bayern Rundfahrt
5ª tappa Tour de France
5ª tappa Vuelta a España
- 1997

2ª tappa Driedaagse De Panne - Koksijde
2ª tappa Circuit de la Sarthe
3ª tappa Circuit de la Sarthe
Veenendaal-Veenendaal
4ª tappa Quattro Giorni di Dunkerque
5ª tappa Vuelta a Asturias
1ª tappa Giro di Baviera
1ª tappa Route du Sud
6ª tappa Tour de France
- 1998

1ª tappa Vuelta a Murcia
4ª tappa Setmana Catalana
2ª tappa Driedaagse De Panne - Koksijde
1ª tappa Euskal Bizikleta
1ª tappa, 2ª semitappa Postgirot Open
3ª tappa Postgirot Open
5ª tappa Postgirot Open
4ª tappa Tour de France
1ª tappa Giro dei Paesi Bassi
2ª tappa Giro dei Paesi Bassi
2ª tappa Vuelta a España
5ª tappa Vuelta a España
- 1999

1ª prova Challenge de Mallorca (Trofeo Mallorca)
Nokere Koerse
Grote Scheldeprijs
Grand Prix de Denain
3ª tappa Giro di Romandia
3ª tappa Giro d'Italia
7ª tappa Giro d'Italia
2ª tappa Giro del Lussemburgo
5ª tappa Vuelta a Castilla y León
2ª tappa Vuelta a Galicia
Dwars door Gendringen
1ª tappa Giro dei Paesi Bassi
5ª tappa Giro dei Paesi Bassi
21ª tappa Vuelta a España
- 2000

1ª tappa Driedaagse De Panne - Koksijde

### Altri successi
- 1993

Dorpenomloop Rucphen (Criterium)
- 1995

Ronde van Pijnacker (Criterium)
Draai Van de Kaai-Roosendaal (Criterium)
Ronde van Made (Criterium)
- 1996

Draai Van de Kaai-Roosendaal (Criterium)
Profronde Heerlen (Criterium)
- 1997

Nacht van Hengelo (Criterium)
Wateringen (Criterium)
Profronde van Surhuisterveen (Criterium)
- 1998

Woerden (Criterium)
Acht van Chaam (Criterium)
- 1999

Ronde van Pijnacker (Criterium)
Profronde van Stiphout (Criterium)
Ronde van Made (Criterium)
- 2000

Mijl van Mares (Criterium)
- 2003

Ruddervoorde (Criterium)

## Piazzamenti

### Grandi Giri
- Giro d'Italia

1998: fuori tempo (6ª tappa)
1999: non partito (19ª tappa)
2000: 98º
2001: 99º
- Tour de France

1995: ritirato (7ª tappa)
1996: 128º
1997: 126º
1998: ritirato (18ª tappa)
2000: squalificato (21ª tappa)
2001: ritirato (9ª tappa)
- Vuelta a España

1995: ritirato (14ª tappa)
1996: 100º
1998: non partito (14ª tappa)
1999: 114º
2002: ritirato (13ª tappa)

### Classiche monumento
- Parigi-Roubaix

1995: 82º

### Competizioni mondiali
- Campionati del mondo

Verona 1999 - In linea Elite: ritirato

## Riconoscimenti
- Trofeo Gerrit Schulte nel 1996